# Alan Bold
Pour les articles homonymes, voir Bold.
Alan Norman Bold (né en 1943 à Édimbourg et mort en 1998) est un poète, biographe et journaliste écossais.
Étudiant de littérature anglaise à l'université d'Édimbourg, il fait la connaissance de Hugh MacDiarmid en 1963. Bold publie Society Inebrious en 1965, lors de sa dernière année d'université, avec une longue introduction écrite par MacDiarmid. Cette publication donne un élan à la carrière en poésie de Bold, qui publie trois autres livres avant la fin de la décennie. Les deux hommes collaboreront à nouveau. Bold publiera les Letters de MacDiarmid et lui consacrera une biographie, simplement intitulée MacDiarmid.
La fille d'Alan Bold, Valentina Bold, enseigne à l'université de Glasgow,.

## Publications

### Poésie
- Society Inebrious Mowat Hamilton, Edinburgh 1965
- The Voyage, 1966
- To Find the New Chatto and Windus, London 1967
- A Perpetual Motion Machine Chatto and Windus, London 1969
- The State of the Nation Chatto and Windus, London 1969
- A Pint of Bitter Chatto and Windus, 1971
- The Malfeasance Alan bold 1974

### Autres
- The Penguin Book of Socialist Verse, Penguin, 1970
- Biography of Robert Burns, Pitkin Pictorials Ltd, 1973
- Letters of Hugh MacDiarmid (éditeur), 1983
- East Is West, Keith Murray Publishing, 1991